# Женская сборная Литвы по хоккею на траве
Женская сборная Литвы по хоккею на траве — женская сборная по хоккею на траве, представляющая Литву на международной арене. Управляющим органом сборной выступает Федерация хоккея на траве Литвы (лит. Lietuvos žolės riedulio federacija, англ. Lithuanian Field Hockey Federation).
Сборная занимает (по состоянию на 6 июля 2015) 33-е место в рейтинге Международной федерации хоккея на траве (FIH).

## Результаты выступлений

### Мировая лига
- 2012/13 — 33-34-е место (выбыли в 1-м раунде)
- 2014/15 — 31-е место (выбыли во 2-м раунде)

### Чемпионат Европы
- 1999 — 8-е место[2]

### Чемпионат Европы (II дивизион)
(EuroHockey Nations Challenge II, до 2011 назывался EuroHockey Nations Trophy)
- 2005 — 6-е место
- 2007 — 6-е место
- 2009 — 8-е место
- 2013 — 8-е место

### Чемпионат Европы (III дивизион)
(EuroHockey Nations Challenge III, до 2011 назывался EuroHockey Nations Challenge I)
- 2011 — [3]

### Чемпионат Европы (индорхоккей)
I дивизион
- 1998 — 8-е место
- 2002 —
- 2004 — 7-е место
- 2010 — 8-е место

II дивизион
- 1996 —
- 2000 —
- 2006 — 7-е место
- 2008 —
- 2012 — [4]
- 2014 — 6-е место[5]